# Миллионы Гриссли
«Миллионы Гриссли» (англ. Grissly's Millions) — фильм нуар режиссёра Джона Инглиша, который вышел на экраны в 1945 году.
Фильм рассказывает о борьбе за наследство умирающего миллионера (Роберт Бэррат) в небольшом провинциальном городке, в которую вступают его родственники. После того, как появляется информация о возможной насильственной смерти миллионера, полиция начинает расследование, подозревая в убийстве его внучку (Вирджиния Грей), которая последние годы ухаживала за ним и которая получила почти всё наследство. Однако с помощью приезжего детектива (Пол Келли) удаётся вычислить подлинного убийцу.
Хотя этот скромный фильм категории В и не привлёк к себе особого внимания, тем не менее, некоторые современные критики дали ему достаточно позитивные оценки.

## Сюжет
В небольшом городке Палмор-Спрингс в Колорадо находится при смерти один из основателей и видных горожан, эксцентричный миллионер Гриссли Морган Палмор (Роберт Бэррат). В этой связи его адвокат Эллисон Хейс (Дон Дуглас) даже заказал для него в местном морге гроб в мемориальной табличкой, на которой останется лишь указать точную дату смерти. Многочисленные родственники ожидают смерти Гриссли, среди них его внучка Марибель (Адель Мара). Она мечтает о голливудской карьере и жалуется матери Леоне Палмор (Элизабет Рисдон) на то, что Гриссли ни разу не дал им ни единого цента из своих богатств. После смерти деда она рассчитывает вложить свою долю наследства в себя, чтобы добиться успеха в Голливуде. По поручению Гриссли, местный житель по прозвищу Старый Том (Клем Биванс) обходит всех его родственников, приглашая в дом. По возвращении Том сообщает миллионеру, что большинство его родственников после смерти собираются уехать из Палмор-Спрингс. Эта новость приводит Гриссли в бешенство, так как он хочет, чтобы все его деньги остались в родном городе. В присутствии своей любимой внучки Кэтрин Палмор Бентли (Вирджиния Грей), которая была единственной, кто заботился о нём все последние годы, он вызывает Эллисона, чтобы изменить завещание, лишив всех родственников наследства и полностью передать всё Кэтрин. Несмотря на её протесты, Эллисон с готовностью выполняет волю Гриззли, так как лелеет надежду жениться на красавице Кэтрин и получить в своё распоряжение наследство Гриссли. Кэтрин хорошо относится к Эллисону, но прямо даёт ему понять, что никогда не выйдет за него замуж, однако адвокат не теряет надежды.
В этот момент в доме неожиданно появляется Льюис Бентли (Пол Фикс), муж Кэтрин, с которым она в молодости по глупости бежала из города, но вскоре рассталась с ним, когда поняла, что он мошенник и преступник. Вернувшись в родной город, Кэтрин попыталась избежать сплетен о своей личной жизни. Она объявила родственникам и знакомым, что её муж умер, и потому все в городе считают её вдовой. Узнав из газет о скорой смерти Гриссли, Льюис приехал в город и нашёл Кэтрин, чтобы напомнить ей о том, что они всё ещё муж и жена, и потому он имеет право на половину её имущества. Кэтрин, которая ненавидит Льюиса, обманывает его, заявляя, что дедушка исключил её из завещания. После этих слов Льюис приходит в ярость и бросается в спальню Гриссли. Несколько минут спустя в спальню заходит Эллисон, который видит Кэтрин, склонившуюся над трупом мужа. Он также видит умершего Гриссли, который лежит в своей постели. Кэтрин думает, что Гриссли умер в результате стычки с Льюисом, однако Эллисон убеждает её, что в глазах полиции всё будет выглядеть совсем по-другому. Адвокат заявляет, что её могут заподозрить в том, что ради получения наследства она убила и деда, и мужа. Эллисон настаивает на том, чтобы представить дело так, что Гриссли умер естественной смертью, а Льюиса здесь вообще не было, ведь в городе никто его не знает и не мог узнать о его приезде. Чтобы избавиться от тела Льюиса, Эллисон предлагает положить его вместе с телом Гриззли в гроб, который уже стоит в спальне, а сам гроб не открывать вплоть до захоронения.
Хотя Кэтрин и Эллисон убеждены в том, что Льюиса в доме никто не видел, однако, как выясняется, за ним уже давно следит полицейский детектив Джо Симмонс (Пол Келли), подозревающий Льюиса в крупных махинациях. Джо приехал вместе с Льюисом в город на поезде и проследил за ним вплоть до дома Гриссли. Джо уверен в том, что Льюис находится где-то в доме, однако Кэтрин при разговоре с ним категорически отрицает это. На следующий день Гриссли хоронят в закрытом гробу, после чего зачитывается завещание, согласно которому помимо небольшого ежегодного денежного содержания своим слугам Гриссли оставил всё своё имущество Кэтрин. Кэтрин уверяет подавленных родственников, что не просила Гриссли об этом. Оставшись с Кэтрин наедине, Эллисон заверяет её, что всегда будет её защищать. Вскоре в доме появляется Джо, который видит в руках у Кэтрин шляпу Льюиса, после чего требует сказать, где тот находится, так как его разыскивают по подозрению в серьёзных преступлениях.
После этого Кэтрин встречается с Эллисоном, сообщая ему, что решила рассказать Джо всю правду, обещая не упоминать его имени. Когда Эллисон намекает, что тогда ей, скорее всего, придётся отвечать перед законом как убийце, Кэтрин с негодованием спрашивает его, как же он тогда собирался жениться на убийце, после чего уезжает. На улице к Эллисону подходит Марибель, сообщая, что начальнику местной полиции Адамсу (Эддисон Ричардс) поступило анонимное письмо, согласно которому Гриссли отравили, и сделала это Кэтрин. Понимая, что ситуация может резко измениться, Эллисон нежно берет Марибель под руку и провожает её, говоря, что теперь она сможет поехать в Голливуд и стать богатой молодой женщиной. Адамс организует встречу с членами семьи Палморов, Эллисоном и лечащим врачом Гриссли, но без участия Кэтрин, информируя их о том, что для проверки содержащейся в письме информации придётся провести эксгумацию тела Гриссли. От себя Эллисон сообщает, что его удивил тот факт, что Кэтрин настаивала на проведении похорон на следующий день и в закрытом гробу.
Некоторое время спустя Адамс вместе с врачом приезжают к Кэтрин домой, сообщая ей о подозрении, что Гриссли был отравлен. Кэтрин заявляет, что не знала о том, что по завещанию всё отойдёт ей. Когда они говорят о предстоящей эксгумации, Кэтрин падает в обморок. Пока Кэтрин лежит в постели, её навещает Джо, которому она рассказывает всю правду о том, что Льюис лежит в гробу вместе с Гриссли, не упоминая однако о роли Эллисона в этом деле. Джо заявляет, что она поступила очень глупо, так как даже если бы она просто сказала, что убила Льюиса из самообороны, присяжные бы её оправдали. После этого, взяв с неё честное слово, что она не травила деда, Джо обещает ей помочь. После его ухода Кэтрин звонит Эллисону, сообщая о том, что собирается во всём сознаться, но не выдаст его. Эллисон однако ей не верит, заявляя, что должен вскрыть могилу раньше властей, чтобы избавиться от трупа. Бросив трубку, он убегает, не замечая, что за ним кто-то следит. Тем временем в присутствии Адамса, врача и Джо могильщики уже откопали гроб, обнаружив там два тела. Тело Гриссли немедленно отправляют в лабораторию, вскоре получая ответ, что он был отравлен. Адамс сообщает, что завтра получит ордер и арестует Кэтрин. Джо срочно приезжает домой к Кэтрин, однако, не застав её дома, бежит через парк, обнаруживая её лежащей на небольшом уступе на краю обрыва. Джо помогает ей выбраться, уверенный в том, что она пыталась сбежать. Однако Кэтрин отвечает, что её кто-то преследовал и столкнул вниз. Кэтрин снова утверждает, что не травила деда, и тот, кто его отравил, пытался убить и её.
На следующее утро Джо предлагает Кэтрин поймать преступника, используя её в качестве приманки. Он просит её позвонить Адамсу и сообщить, что заболела, после чего эта весть быстро дойдёт до убийцы, который поймёт, что сегодня у него будет единственный шанс избавиться от Кэтрин. В этот момент Кэтрин вспоминает о том, что при нападении на неё у преступника разбились очки. Джо предполагает, что покушавшимся мог быть Эллисон, который носит очки и который знал, что она направляется на кладбище. Он мог пойти на убийство из-за отказа Кэтрин выйти за него замуж. Джо понимает, что по осколкам стекол и кусочкам оправы у местного аптекаря наверняка можно будет выяснить, кому эти очки принадлежали, после чего отправляется к Эллисону. В этот момент в комнату к Кэтрин заходит тётя Леона, которая подменяет их служанку, угощая Кэтрин супом. В разговоре тётя Леона упоминает, что ночью потеряла свои очки, после чего Кэтрин начинает подозревать в нападении тётю. Когда после нескольких глотков Кэтрин становится плохо, тётя Леона, зная, что в доме только они вдвоём, признаётся ей, что это она отравила Гриссли и видела, как он перед смертью застрелил Льюиса. Она также признаётся, что пыталась столкнуть Кэтрин с обрыва. Всё это она делала ради счастья своей дочери Марибель, которой были отчаянно нужны деньги, чтобы добиться успеха в Голливуде. После этого тётя Леона берёт подушку и начинает душить Кэтрин, однако в этот момент в спальню врывается Джо вместе с доктором, который приводит Кэтрин в чувства. Воспользовавшись моментом, тётя Леона выбегает из комнаты и устремляется через парк к обрыву, чтобы сбежать с территории усадьбы. Полиция преследует Леону, которая при попытке перебраться через обрыв, срывается вниз и разбивается насмерть. Когда всё заканчивается, Джо обнимает Кэтрин и обещает ей, что всё у неё будет замечательно.

## В ролях
- Пол Келли — Джо Симмонс
- Вирджиния Грей — Кэтрин Палмор Бентли
- Дон Дуглас — Эллисон Хейс
- Элизабет Рисдон — Леона Палмор
- Роберт Бэррат — Гриссли Морган Палмор
- Клем Биванс — Старый Том
- Эйли Мэлион — Мэтти
- Адель Мара — Марибелль
- Фрэнсис Пирло — доктор Бенни
- Эддисон Ричардс — Генри Адамс
- Пол Фикс — Льюис Бентли
- Байрон Фолджер — Фред Палмор
- Джоан Блейр — миссис Фред Палмор
- Грэйди Саттон — Роберт Палмор-младший
- Фрэнк Жаке — Роберт Палмор-старший
- Уил Райт — Дон Фрей
- Луис Мейсон — привратник
- Том Лондон — полицейский Ральф
- Олин Хоуленд — Эндрюс (в титрах не указан)

## Создатели фильма и исполнители главных ролей
Как написал современный историк кино Хэл Эриксон, «фильм поставил специалист по вестернам Джон Инглиш». С 1935 по 1951 год Инглиш был режиссёром 72 фильмов, 52 из которых были вестернами. Перейдя в 1951 году на телевидение, Инглиш поставил многочисленные эпизоды сериалов-вестернов, в том числе 49 эпизодов телесериала «Приключения Кита Карсона» (1951—1955), отдельные эпизоды сериалов «Шоу Роя Роджерса» (1951—1953), «Истории Уэллс-Фарго» (1957), «Стрелок» (1959), «Дни в долине смерти» (1959), «Караван повозок» (1961), «Дымок из ствола» (1963), «Виргинцы» (1963), «Дэниел Бун» (1964—1965) и «Ларедо» (1966).
Пол Келли начал кинокарьеру 12-летним ребёнком в 1911 году, а закончил её в год смерти в 1956 году. За этот период Келли сыграл в 99 фильмах, наиболее заметными среди которых были «Судьба солдата в Америке» (1939), «Летающие тигры» (1942), «Перекрёстный огонь» (1947), «Дело Тельмы Джордон» (1949), «Переулок» (1950) и «Великий и могучий» (1954).
С 1927 по 1957 год Вирджиния Грей сыграла в 98 фильмах, среди них «Дом ужасов» (1946), «Неизведанный остров» (1948), «Угроза» (1949), «Шоссе 301» (1950), «Цель — Земля» (1954) и «Нет имени на пуле» (1959). Как отметил Эриксон, дополнительную интригу фильму придавало то обстоятельство, что Грей уже зарекомендовала себя как актриса детективного жанра, сыграв таких фильмах, как «Другой тонкий человек» (1939), «Убийство на Центральном вокзале» (1942), «Мистер и миссис Норт» (1942), «Странники в ночи» (1944) и «Как по маслу» (1946), а Пол Келли к тому времени был известен по криминальным лентам «Остров в небе» (1938), «В рамках закона» (1939), «Мистер и миссис Норт» (1942) и «Глаза мертвеца» (1944).

## Название фильма
Рабочим названием этого фильма было «Миллионы старого Гриссли» (англ. Old Grissly's Millions).

## Оценка фильма критикой
Современный киновед Леонард Молтин охарактеризовал картину как «приятный фильм категории В об алчных родственниках, которые собираются в усадьбе богатого человека, который был убит».
Хэл Эриксон назвал картину «старым заурядным фильмом о группе алчных наследников, ожидающих смерти старого миллионера… Фильм идёт хорошо знакомым путём в быстром темпе, совершая несколько неожиданных сюжетных поворотов». Однако, по мнению Эриксона, «наибольшей загадкой является, почему Republic Pictures выбрала такое непривлекательное название для этого фильма».